# Australian Library and Information Association
Die Australian Library and Information Association (ALIA) ist eine australische Organisation, die sich der Förderung des Bibliotheks- und Informationsbereichs widmet.
Zu den etwa 4.200 Mitgliedern zählen zusätzlich 800 institutionelle Mitglieder.
Inhaltlich widmet sich die Gesellschaft unter anderem der bibliothekarischen Aus- und Weiterbildung. Zu diesem Zweck werden Zeitschriften, darunter das Australian Library Journal und AARL (Australian Academic & Research Libraries), herausgegeben. Darüber hinaus richtet sie auch verschiedene Konferenzreihen aus, so zum Beispiel die ALIA National Library and Information Technicians Conference.